# Gay Games 2018
Navigation
Gay Games 2014 Gay Games 2022
La dixième édition des Gay Games, Jeux mondiaux de la diversité, a eu lieu du 4 au 12 août 2018 à Paris notamment. C'était la première fois qu'ils se déroulaient dans une ville francophone. Le nom officiel était « Paris 2018 Gay Games 10 All equal ».
Il s'est agit d'une manifestation sportive et culturelle internationale, qui se voulait ouverte à toutes et tous. L'objectif était de lutter contre toutes les formes de discriminations (orientation sexuelle, identité de genre, situation de handicap) par la pratique du sport, de montrer la diversité de la communauté LGBT et de la population générale. 40 000 visiteurs étaient attendus. 

## Attribution
Paris a été désignée en octobre 2013, à Cleveland (États-Unis) comme ville hôte des Gay Games. Les autres villes en compétition étaient notamment Londres et Limerick (Ireland). Le comité de candidature a obtenu le soutien de la ministre des sports Valérie Fourneyron, de la Maire de Paris, Anne Hidalgo et du Président de la Région Île-de-France jean-Paul Huchon, et aussi de la championne olympique Laura Flessel.[pas clair]
Le lancement officiel a eu lieu le 2 octobre 2017.

## Organisation

### Association organisatrice
L'événement a été organisé par l'association "Paris 2018", créée en 2012 et déclarée d'intérêt général. Elle a été coprésidée successivement par Michel Geffroy (2012 - février 2014) et Chris Fanuel (2012 - mai 2014), puis Manuel Picaud (février 2014 - mars 2019) et Evelyne Chenoun (février - juin 2015) et Pascale Reinteau (mars 2017 - mars 2019). L'association a été dissoute en mars 2019.

### Finance
L'organisation avait un coût prévu d'environ 4 M€ et l'estimation des retombées économiques était de 58 M€. Le financement a été assuré pour moitié par du crowdfunding, un quart par les pouvoirs publics et le dernier quart par un partenariat avec des entreprises privées. Le responsable du mécénat a décrit les grandes difficultés qu'il a eues à obtenir ces quelques soutiens,. Les infrastructures ont été mises à disposition par la Ville de Paris ainsi que l'Etat et la Région Île-de-France. L'impact économique a été calculé après l'événement par l'institut indépendant de l'Université du Kent : l'impact atteint 66 M€ auxquels s'ajoutent 41 M€ d'impact sur l'emploi, soit plus de 100 M€.

## Cérémonie d'ouverture
Le village associatif du parvis de l’hôtel de ville de Paris a été inauguré samedi 4 août à 9h. À cette occasion s'est déroulée l'International Memorial Rainbow Run, une course dédiée aux victimes du sida, du cancer du sein et des discriminations.

La cérémonie en elle-même a eu lieu au stade Jean Bouin à partir de 17h. Il y a notamment le défilé des athlètes par nation et un grand spectacle autour du thème du coming-out et de l'égalité avec notamment Ada Vox, drag-queen récompensée aux États-Unis. Étaient notamment présents la maire de Paris Anne Hidalgo, la ministre des Sports Laura Flessel et le couturier Jean-Paul Gaultier.

Photos de la cérémonie d'ouverture
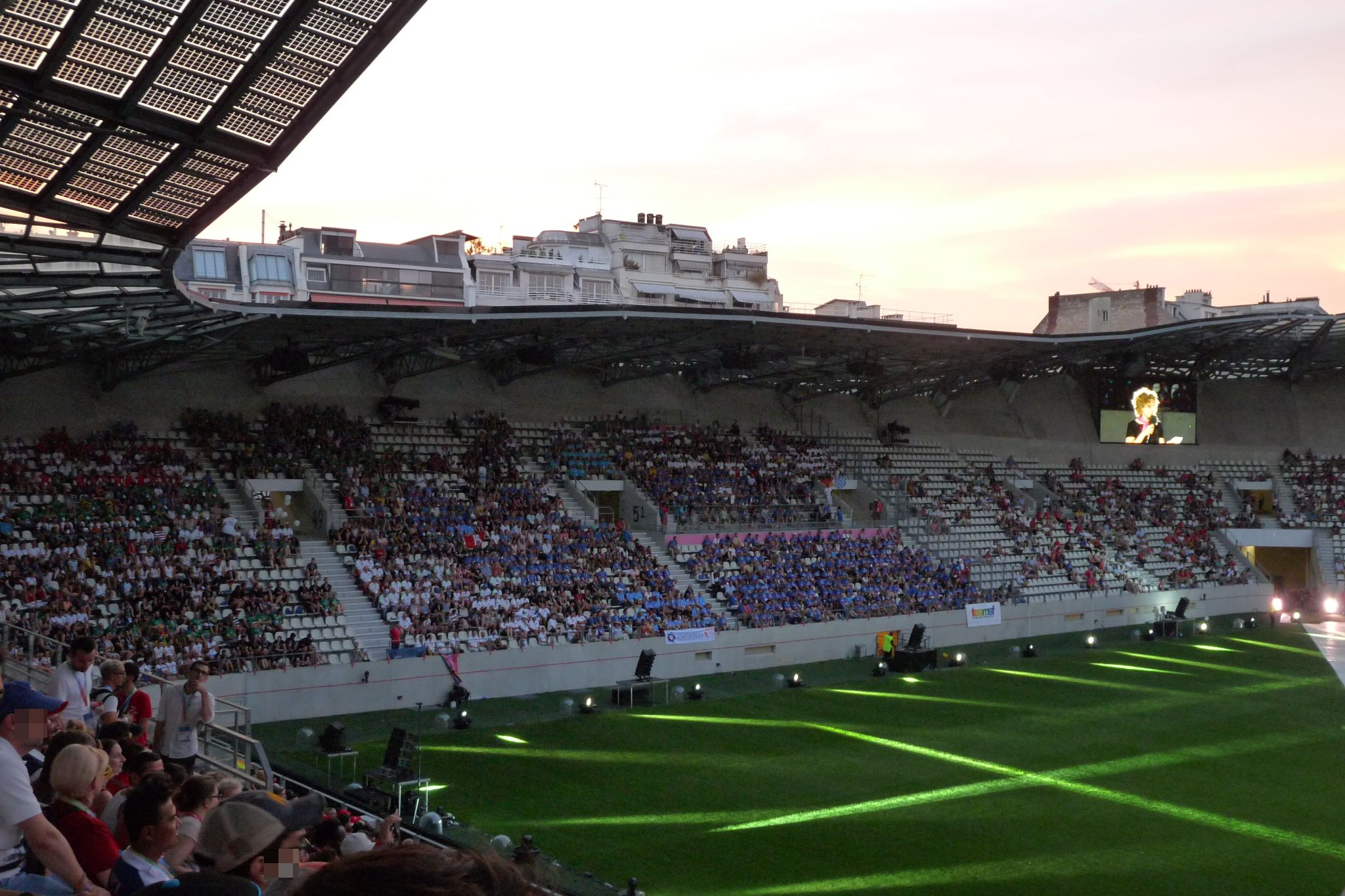
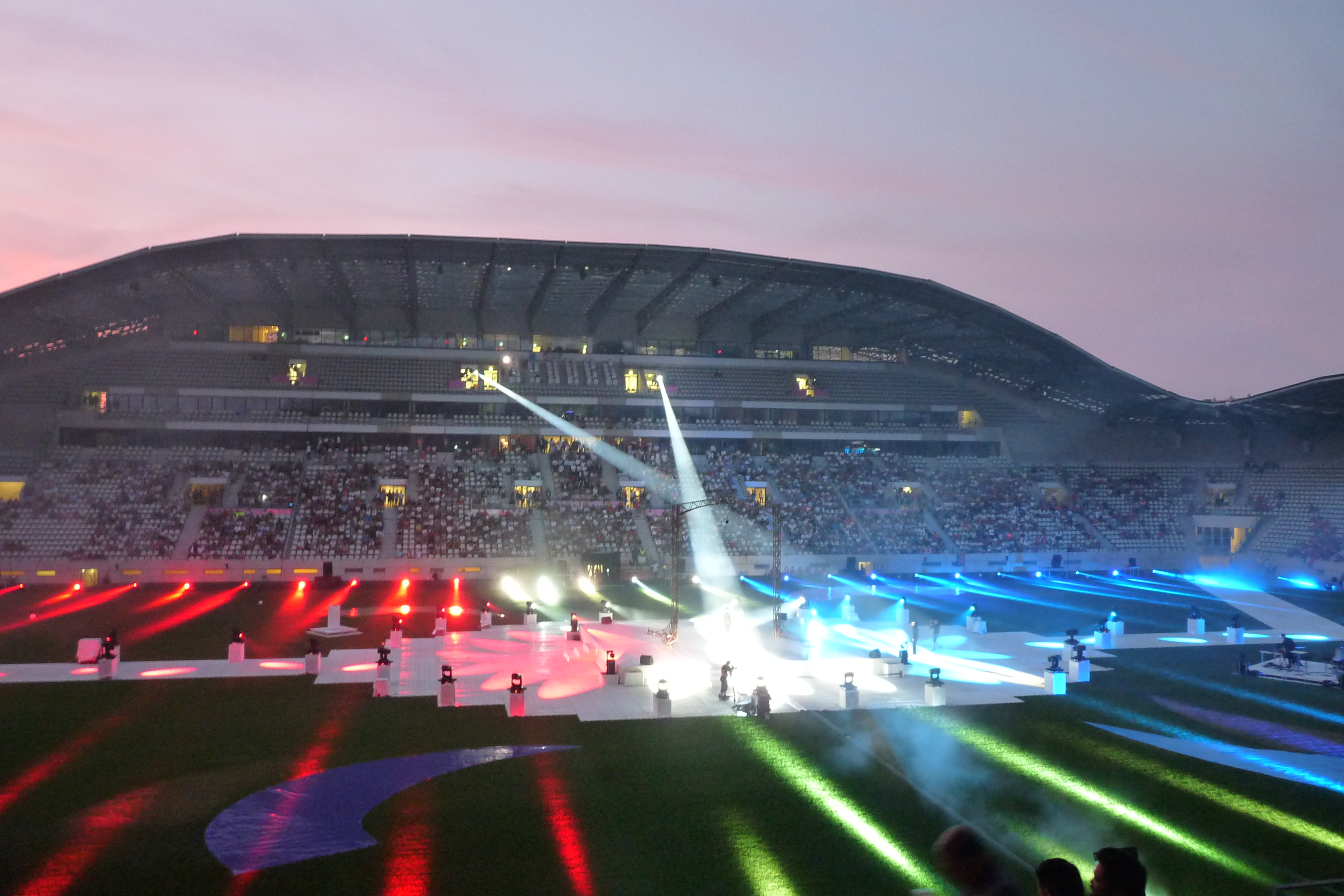
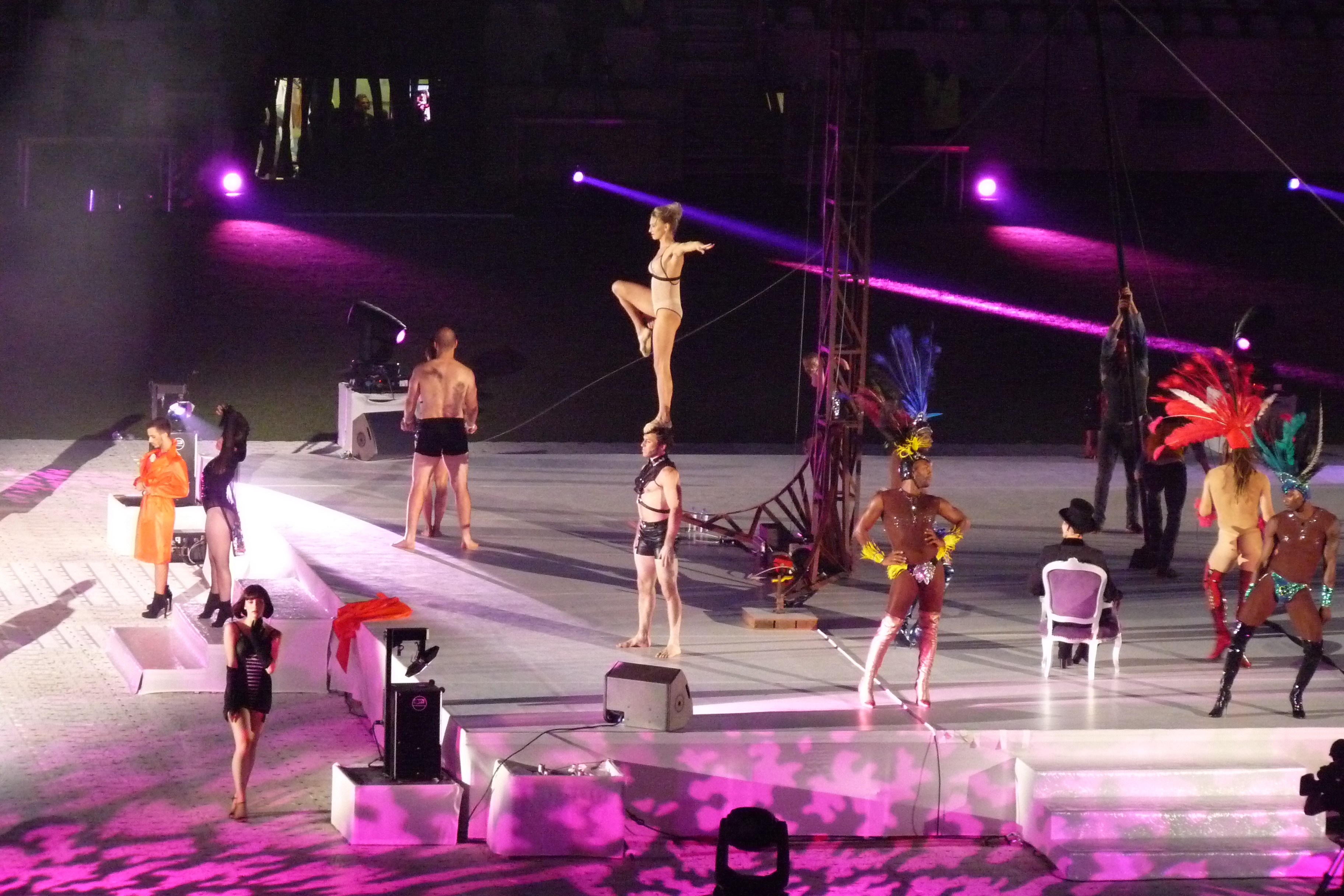

Elle s'est poursuivie  par une soirée de gala au Grand Palais avec le DJ Offer Nissim (en),.

## Du sport
Les épreuves concernaient plus de 36 disciplines sportives organisées par les associations LGBT+ sportives d'Île-de-France.
L'objectif des épreuves était le plaisir du sport, le dépassement de soi, plutôt que la performance. Toutes les personnes participantes obtiennent une médaille.
Les disciplines peuvent être mixtes, ouvertes à un genre qui n’accède pas à ces compétitions d'habitude (par exemple la natation synchronisée pour les hommes, avec la participation de l'association Paris Aquatique), voire originales avec le "pink flamingo". Cela pourrait s'ouvrir aux JO de Tokyo 2020 avec la création d’un relais mixte dans l’athlétisme.
Pour les personnes trans, l'inscription (hormis dans la discipline de la lutte) est sous leur genre choisi et non forcément celui de l'état-civil,.
Les épreuves (participation et spectacle) sont accessibles aux personnes en situation de handicap. Des équipes composées de personnes valides et handicapées peuvent exister comme c'est le cas pour l'escrime.
La pertinence d'un tel événement peut être mise en regard avec un sondage de l'Ifop 2018 pour la Fondation Jaurès qui donne l'information selon laquelle 19 % des personnes LGBT auraient déjà été discriminées dans un club de sport.

## De la culture
14 événements culturels étaient prévus dans le programme officiel.
Dans les spectacles du lundi soir sur le parvis de l’hôtel de ville, il y avait notamment le magicien Mandragore.

## Cérémonie de clôture
Elle a eu lieu sur l'esplanade de l’hôtel de ville le 11 août et a été suivie d'une soirée festive aux Docks de Paris.

## Participants

### Les délégations
Il était attendu 10 300 participants venant de 91 nations des cinq continents. Les inscriptions étaient individuelles et non au nom d'une sélection nationale. 
Certains participants ou participantes viennent de pays où l'homosexualité est pénalisée: Sierra Leone, Égypte, Russie, Arabie Saoudite, etc. 
La présence d'une délégation de Taïwan a suscité quelques remous diplomatiques.
| Nation              | Nombre de personnes dans la délégation |
| ------------------- | -------------------------------------- |
| Australie           | 650                                    |
| Chine (et alentour) | 150                                    |
| États-Unis          | 3400                                   |
| France              | 2400                                   |
| Taïwan              | 28                                     |

### Quelques participantes et participants
- la basketteuse Emmeline Ndongue qui participe aux épreuves de tennis[1],
- Ryadh Sallem (champion paralympique)[1],[2],[9],
- Ryan Atkin, seul arbitre international ouvertement gay, arbitre la finale des compétitions de football[1],
- Stéphanie Malarme remporte l'argent en escrime en duo avec Olivier Helan[29],
- un judoka olympique portugais[1].